# John Fowles
John Robert Fowles (Leigh-on-Sea, 31 de março de 1926 - Lyme Regis, 5 de novembro de 2005) foi um renomado escritor e romancista inglês. Criticamente posicionado entre o modernismo e o pós-modernismo, seus trabalhos foram influenciados por Jean-Paul Sartre e Albert Camus, entre outros.
Depois que saiu da Universidade de Oxford, John ensinou inglês numa escola na Ilha Grega de Spetses, uma permanência que inspirou a escrever O Magus, um instantâneo best seller que foi direcionado com tom hippie anarquismo e filosofia experimental dos anos 1960. Que foi seguido por "A Amante do Tenente Francês" (1969), um romance da Era Vitoriana com uma virada pós-moderna que se passava em Lyme Regis, Dorset, onde John viveu muito de sua vida. Mais tarde escreveu outros obras ficcionais incluindo A Torre Ebony, Daniel Martin, Mantissa e A Maggot.
Suas obras são consideradas por muitos críticos uma singularidade entre a literatura moderna e pós-moderna. E foram adaptados para vários filmes e traduzidos em várias línguas.

## Biografia
Nascimento e Família
John nasceu em Leigh-on-Sea em Essex, Inglaterra, filho de Gladys May Richards e Robert John Fowles.  Robert veio de uma família de mercadores de classe média em Londres, seu pai Reginald foi parceiro da firma Allen & Writh, uma importadora de tabaco. A mãe de Robert morreu quando tinha 6 anos. Aos 26 anos, depois de receber um treinamento, Robert se alistou na Honourable Artillery Company e passou 3 anos nas trincheiras em Flanders durante a Primeira Guerra Mundial. Seu irmão Jack morreu durante a guerra, deixando sua esposa e seus três filhos. Durante o ano de 1920, Robert foi desmobilizado e seu pai Reginald morreu. Robert teve que assumir a tarefa de cuidar não só dos seus sobrinhos, mais também de seus cinco meio-irmãos mais novos. Embora tivesse a esperança de aprender direito, a obrigação de criar uma família extensa o forçou a entrar no comércio familiar de importação de tabaco.
Gladys Richards pertenceu a família de Essex também originário de Londres. Mas a família Richards tiveram que se mudar para Westcliff-on-Sea em 1918, devido a Gripe Espanhola que se espalhava pela Europa, os Essex diziam ter um clima de saúde. Robert conheceu Gladys em um clube de tênnis em Westcliff-on-Sea em 1924. Apesar dela ser 10 anos mais nova e Robert tivesse uma saúde frágil devido a guerra, ambos se casaram um ano depois em 18 de junho de 1925. Nove meses e duas semanas depois, Gladys deu a luz a John Fowles.

## Obras
| Sequencial | Título em português         | Tradutor                 | Título em espanhol                         | Título original                            | Lançamento |
| ---------- | --------------------------- | ------------------------ | ------------------------------------------ | ------------------------------------------ | ---------- |
| 01         | O colecionador              | Fernando de Castro Ferro | El coleccionista                           | The Collector                              | 1963       |
| 02         |                             |                          | Aristos                                    | The Aristos                                | 1964       |
| 03         |                             |                          | El mago                                    | The Magus                                  | 1965       |
| 04         | A mulher do tenente francês | Regina Regis Junqueira   | La mujer del teniente francés              | The French Lieutenant's Woman              | 1969       |
| 05         | A torre de ébano            | Alfonso Blacheyre        | La torre de ébano                          | The Ebony Tower                            | 1974       |
| 06         |                             |                          | Daniel Martin                              | Daniel Martin                              | 1977       |
| 07         |                             |                          | El árbol                                   | The Tree                                   | 1979       |
| 08         |                             |                          | Mantissa                                   | Mantissa                                   | 1982       |
| 09         |                             |                          | Capricho                                   | A Maggot                                   | 1985)      |
| 10         |                             |                          | Lyme Regis Camera                          | Lyme Regis Camera                          | 1990       |
| 11         |                             |                          | Wormholes - Ensayos y escritos ocasionales | Wormholes - Essays and Occasional Writings | 1998       |
| 12         |                             |                          | Los diarios, vol. 1                        | The Journals - Volume 1                    | 2003       |